# IC 960-1
IC 960-1 — галактика типу Sab/P у сузір'ї Волопас.
Цей об'єкт міститься в оригінальній редакції індексного каталогу.